# Кемпа (Плонський повіт)
Кемпа (пол. Kępa) — село в Польщі, у гміні Сохоцин Плонського повіту Мазовецького воєводства.
Населення — 115 осіб (2011).
У 1975-1998 роках село належало до Цехановського воєводства.

## Демографія
Демографічна структура станом на 31 березня 2011 року:
|          | Загалом | Допрацездатний вік | Працездатний вік | Постпрацездатний вік |
| -------- | ------- | ------------------ | ---------------- | -------------------- |
| Чоловіки | 56      | 9                  | 36               | 11                   |
| Жінки    | 59      | 15                 | 30               | 14                   |
| Разом    | 115     | 24                 | 66               | 25                   |